# 3-5-2

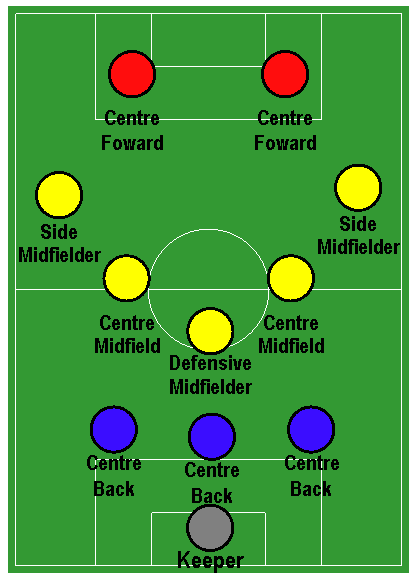
O 3-5-2. O miolo de zaga ganha mais um defensor (líbero) e os laterais, agora como alas, têm mais liberdade para atacar.

No futebol, o 3-5-2 é um dos esquemas tácticos das equipas. Tem 3 defensas, 5 meio-campo e 2 avançados. É o segundo esquema tático mais utilizado atualmente.

## História
Ciente de que todos os times do mundo usavam dois atacantes e decidido a tentar recuperar pelo menos parte do futebol total, o então técnico da seleção dinamarquesa, Sepp Piontek, teve uma ideia. Tirou um jogador da defesa e o empurrou para o meio-campo. Ele pensou: Para que mais de três zagueiros se todo mundo atacava com dois sujeitos?
A grande diferença para esquemas como o WW húngaro, que tinha uma formação de 3 zagueiros, 2 médios ou volantes, 3 meias ou armadores e 2 atacantes, era que os beques marcavam por zona e não homem-a-homem. Com tanto espaço para cobrir, certamente haveria erros. Para corrigi-los o terceiro defensor ficava atrás deles, atuando como líbero. O esquema exigia que o meio-campo ajudasse na marcação de meias ofensivos.
Nascia assim a "Dinamáquina", semifinalista da Euro 84. O 3-5-2 dinamarquês de Sepp Piontek inovou num esquema de três zagueiros que não era defensivo. O líbero saía para o jogo quando o time estava com a posse de bola, chegando a incorporar o meio campo e, em alguns casos, o ataque. O esquema era composto por uma linha de três defensores, no meio campo havia um volante, dois alas, e dois meias armadores; e dois centroavantes um pouco abertos. O sistema foi muito utilizado na Europa nos anos 90.
Após cair em desuso no final dos anos 90 até 2010 (o último a utiliza-lo com sucesso foi o técnico Felipão com a Seleção Brasileira em 2002) o esquema voltou a moda novamente em 2014, quando o técnico holandês Louis Van Gaal conseguiu o 3o lugar na Copa do Mundo do Brasil.

### Inovações
- Líbero - O líbero, no esquema 3-5-2, tem também funções ofensivas
- Alas - Os alas têm na origem a função de não apenas jogar pelos lados, mas também ocupar os espaços de meio-campo na articulação das jogadas.

## 3-5-2 Brasileiro
No Brasil, o 3-5-2 é tratado como uma tática defensiva. É que no 3-5-2 o líbero virou o “homem da sobra”, ou pior: o “terceiro zagueiro”. Atua fincado atrás da linha de zaga, sem liberdade para apoiar nem sequer de posicionar-se à frente deles, como um volante. E assim, o time ganha a sobra, e ainda tem maior numero de jogadores no meio campo, ficando com 5 no meio..
A Seleção Brasileira de Sebastião Lazaroni atuou desta maneira em 1990. O Brasil de Felipão, campeão do mundo em 2002, também atuava no 3-5-2. 

## 3-2-3-2
3-2-3-2, ou MM é um esquema tático do futebol, formado por três defensores, dois meio-campistas recuados, três meio-campistas avançados e dois atacantes, fazendo um desenho de um "M" na defesa e no ataque.
Foi com esta formação que o Brasil conseguiu seu primeiro vice-campeonato na Copa do Mundo, em 1950.

Também com o MM, a Hungria conquistou as Olimpíadas de 1952, e chegou ao vice-campeonato na Copa do Mundo de 54 (a única derrota em seis anos).